# Els condemnats (pel·lícula)
Els condemnats és el tercer llargmetratge del director català Isaki Lacuesta del 2009 sobre la lluita armada i les fosses comunes. Fou rodada a la selva del Perú, Buenos Aires i Barcelona. Ha estat traduïda al català.Fou produïda per Benecé Produccions i Televisió de Catalunya amb suport de l'Institut Català de les Empreses Culturals i de l'Institut de la Cinematografia i de les Arts Audiovisuals.

## Sinopsi
Martín, un antic militant argentí que porta més de trenta anys exiliat a Espanya, rep la trucada d'un antic camarada, Raúl, que li demana que torni a l'Argentina. L'objectiu és ajudar-lo en els treballs d'excavació que Raúl ha iniciat en la selva tucumana, amb els quals intenta trobar les restes d'un company de tots dos, Ezequiel, desaparegut després d'una refrega contra els militars. Obligats a viure diversos dies sota el mateix sostre, els vells amics comprovaran com la seva manera d'entendre el món ha canviat molt des de llavors. La tensió anirà en augment i, a mesura que la cerca avanci, anirem intuint que Raúl i Martín coneixen el parador de Ezequiel millor del que ells mateixos intenten fer creure als altres. L'argument no pretén aprofundir en la memòria històrica; arrenca del present i com aquest pot canviar la manera de comportar-nos en el futur.

## Repartiment
- Daniel Fanego
- Arturo Goetz
- Bárbara Lennie
- Leonor Manso
- María Onetto
- Nazareno Casero
- María Florentino
- Juana Hidalgo

## Premis
54a edició dels Premis Sant Jordi de Cinematografia
| Categoria                             | Candidata      | Resultat   |
| ------------------------------------- | -------------- | ---------- |
| Millor actriu en pel·lícula espanyola | Bárbara Lennie | Guanyadora |

- Premi FIPRESCI de la crítica internacional, 57è Festival Internacional de Cinema de Sant Sebastià.[7]

- Gaudí a la millor pel·lícula en llengua no catalana (2010).[8]